# Улица Спартака (Владикавказ)
Улица Спартака́ — улица во Владикавказе (Северная Осетия, Россия). Улица располагается в Затеречном муниципальном округе Владикавказа между улицами Митькина и Кубалова. Начинается от улицы Митькина. Улицу Спартака пересекают улицы Гикало и Дзержинского.
Улица названа в честь вождя рабов Спартака.
Улица образовалась в середине XIX века и впервые была отмечена как улица Артиллерийская на карте «Кавказского края», которая издавалась в 60 — 70-е годы XIX века.
В 1891 году эта улица отмечена как улица Вознесенская. Упоминается под этим же названием в Перечне улиц, площадей и переулков от 1911 года.
С 1917 года отмечается на карте города как улица Спартака.